# آندرونیکوس دوم
آندرونیکوس دوم یا آندرونیکوس دوم پالایولوگوس(به یونانی: Ανδρόνικος Β' Παλαιολόγος)(به انگلیسی: Andronikos II Palaiologos) (زادهٔ ۱۲۵۹/۶۰ — درگذشتهٔ ۱۳ فوریه ۱۳۳۲) امپراتور روم شرقی از ۱۲۸۲ تا ۱۳۲۸ بود که با اتخاذ سیاست‌هایی اشتباه، باعث تضعیف امپراتوری بیزانس در دوران حکومتش شد.

## زندگینامه
آندرونیکوس دوم، پسر میخائیل هشتم بود که پس از مرگ پدرش در ۱۲۸۲ بر تخت امپراتوری بیزانس نشست. با این حال او بیشتر یک روشنفکر و متخصص الهیات بود تا یک سیاست‌مدار و سرباز و همین موضوع سبب شد تا با سیاست‌های اشتباهش، تضعیف امپراتوری بیزانس را باعث شود. او نیروهای زمینی امپراتوری را به تنها چند هزار نفر پیاده‌نظام و سواره‌نظام کاهش داد و با حذف کامل نیروی دریایی، روم شرقی را تنها به مزدوران جنوآیی وابسته ساخت. این تغییرات ابتکار عمل را از ارتش او گرفت و ترکان عثمانی موفق به تصرف بیشتر نواحی آناتولی تا ۱۳۰۰ شدند. آندرونیکوس دوم سپس در ۱۳۰۴ مزدوران کاتالانی را به‌خدمت گرفت که نتیجه‌ای فاجعه‌بار به‌دنبال داشت زیرا کاتالان‌ها، آن اندازه که به غارت شهرهای بیزانس تمایل داشتند برای مبارزه با ترک‌ها علاقه‌مند نبودند. از سوی دیگر، طرفداری نابخردانهٔ آندرونیکوس از جنوآیی‌ها در درگیریشان با ونیزی‌هایی که از قدرت بالاتری برخوردار بودند سبب شد تا مورد خشم ونیزی‌ها و حملهٔ ناوگان دریایی آنها به بیزانس قرار بگیرد.
قدرت مرکزی در دوران حکومت آندرونیکوس دوم به‌سرعت در حال از هم‌پاشیدن بود و مشکلات اقتصادی نیز خود را نمایان ساخته بود. با این حال آندرونیکوس بانی احیای هنر و فرهنگ بیزانسی شد و استقلال کلیسای ارتودوکس شرقی را اعلام داشت. همچنین در دوران حکومت او مجموعهٔ بزرگ کلیسایی واقع در کوه آتوس در یونان دوران طلایی خود را تجربه کرد.
سرانجام آندرونیکوس دوم در ۱۳۲۸ و طی مشاجره‌ای با نوه‌اش آندرونیکوس سوم که او را پس از قتل تصادفی پسرش از جانشینی خود محروم ساخته بود توسط او از قدرت برکنار شده و بقیهٔ عمرش را در صومعه‌ای گذراند. آندرونیکوس دوم در ۱۳ فوریه ۱۳۳۲ درگذشت.